# 熱田新田東組
熱田新田東組（あつたしんでんひがしぐみ）は、愛知県名古屋市中川区・熱田区・港区の地名。住居表示未実施。現在、9の小字が設置されている。

## 地理
中川区熱田新田東組は、字西川縁が同区南東部に位置し、東に十一番町が、西に玉川町が接する。字西川縁と字東川縁は中川運河の河川用地にも残り、東に玉川町・港区新川町1丁目・港区熱田新田東組（字東川縁）が、西に港区小碓町（字十二番割・東亥新田）が、南に港区熱田新田東組（字根走）が、北に中野新町（字リノ割）がそれぞれ接する。字十番割は国道1号とJR名古屋港線の交差部分の僅かな区画に残り、東に熱田区熱田新田東組（字八九ノ割）が、西と南に十番町2丁目が、北に十番町1丁目がそれぞれ接する。
熱田区熱田新田東組は、区南西端のJR名古屋港線の線路敷に字八九ノ割・十番割が残り、東に八番が、西に十番町・中川区熱田新田東組（字十番割）が、南に港区熱田新田東組（字十番割）が、北に中野新町（字イノ割）がそれぞれ接する。字甲船蔵・乙一ノ割は堀川の河川用地に残り、東に白鳥町・熱田西町（字白鳥）が、西に熱田西町・一番二丁目・千年一丁目が、南に千年（字船方）が、北に熱田西町（字洲崎）がそれぞれ接する。字割出は名古屋市道江川線のごく僅かな道路用地に残り、周囲を六番に接する。
港区熱田新田東組も同様に、字十番割・十一番割が区南部のJR名古屋港線の線路敷に残存し、東に九番町が、西に南十番町が、南に字根走が、北に熱田区熱田新田東組（字十番割）がそれぞれ接する。字十一番割と字東川縁は中川運河の河川用地にも存在し、東に新川町が、西と北に中川区熱田新田東組（字西川縁）が、南に字根走がそれぞれ接する。字根走は、名古屋市道東海橋線の道路用地に残り、東に辰巳町、西に新船町、南に辰巳町・津金、北に新川町・東海通・同区熱田新田東組（字十一番割・東川縁）・熱田区五番町・同区三番町・中川区熱田新田東組（字西川縁）がそれぞれ接する。

### 字一覧

熱田新田東組における旧字の位置関係

熱田新田東組には小字が残る。小字を以下に示す。
以下の表において、
- 消滅した字については背景色    で示す。
- 現存する字のうち熱田区に所在するものには★を、中川区に所在するものには■、港区に所在するものには▲を付した。
- 括弧内には読みを示す。

| 字                          | 字                               |
| --------------------------- | -------------------------------- |
| 乙一ノ割（おついちのわり）★ | 甲船蔵（こうふなくら）★          |
| 四五ノ割（しごのわり）      | 十一番割（じゅういちばんわり）■▲ |
| 十番割（じゅうばんわり）★■▲ | 二三ノ割（にさんのわり）         |
| 西川縁（にしかわべり）■     | 根走（ねばしり）▲                |
| 八九ノ割（はちくのわり）★■  | 東川縁（ひがしかわべり）■▲       |
| 六七ノ割（ろくしちのわり）  | 割出（わりだし）★                |

### 人口の変遷
国勢調査による人口の推移。
| 1995年（平成7年）  | 7人   |  |  |
| 2000年（平成12年） | 205人 |  |  |
| 2005年（平成17年） | 260人 |  |  |
| 2010年（平成22年） | 259人 |  |  |
| 2015年（平成27年） | 289人 |  |  |

### 世帯数の変遷
国勢調査による世帯数の推移。
| 1995年（平成7年）  | 2世帯   |  |  |
| 2000年（平成12年） | 89世帯  |  |  |
| 2005年（平成17年） | 85世帯  |  |  |
| 2010年（平成22年） | 98世帯  |  |  |
| 2015年（平成27年） | 119世帯 |  |  |

## 歴史
江戸期に開発された熱田新田の東半分に相当する。熱田新田は尾張藩直営の干拓新田で1番割から33番割まで区割りされ、1番割から11番割までが東組、12番割から33番割までが西組とされた。

### 行政区画の変遷
- 1876年（明治9年） - 愛知郡熱田新田村が東西に分割され、熱田新田東組が成立する[1]。
- 1889年（明治22年）10月1日 - 町村制施行・合併に伴い、愛知郡宝田村大字熱田新田東組となる[1]。
- 1906年（明治39年）5月10日 - 合併に伴い、愛知郡小碓村大字熱田新田東組となる[1]。
- 1907年（明治40年）7月16日 - 合併に伴い、名古屋市熱田新田東組となる[1]。
- 1908年（明治41年）4月1日 - 南区成立に伴い、名古屋市南区熱田新田東組となる[1]。
- 1930年（昭和5年）3月15日 - 南区熱田新田東組字西川縁の一部が同区玉川町1丁目から4丁目・福川町5丁目に[7][8]、字東川縁の一部が玉川町1丁目・玉川町3丁目・玉川町4丁目・福川町5丁目・新川町1丁目から4丁目に、字十一番割の一部が新川町2丁目から4丁目に、字根走の一部が新川町4丁目にそれぞれ編入される[7][8][9]。
- 1934年（昭和9年）11月1日 - 南区熱田新田東組字八九ノ割の一部が同区古新町・八剱町1丁目に[10]、字東川縁の一部が八剱町3丁目から4丁目となる[11]。
- 1937年（昭和12年）10月1日 - 行政区再編に伴い、熱田区・港区所属となる[12]。
- 1940年（昭和15年）
  - 10月2日 - 熱田区熱田新田東組字二三ノ割の一部が同区二番町1丁目から7丁目に[13]、字四五ノ割の一部が同区二番町1丁目から4丁目・四番町1丁目から7丁目にそれぞれ編入される[14]。港区熱田新田東組字六七ノ割の一部が同区六番町1丁目から7丁目に[15]、字八九ノ割の一部が同区八番町1丁目から7丁目・六番町1丁目から7丁目・十番町1丁目に[15]、字割出の一部が熱田区四番町1丁目・港区六番町1丁目から7丁目に[16]、字十番割の一部が同区八番町1丁目から7丁目・十番町1丁目から2丁目に[17][18]、字十一番割の一部が十番町1丁目・十一番町1丁目に、字東川縁の一部が十番町2丁目・十一番町1丁目から2丁目にそれぞれ編入される[19]。白鳥線土地区画整理組合の換地処分による。
  - 10月5日 - 熱田区熱田新田東組字四五ノ割の一部が港区熱田新田東組に[20]、港区熱田新田東組字割出の一部が熱田区熱田新田東組に編入される[20][12][1]。
  - 10月10日 - 熱田区熱田新田東組字乙一ノ割の一部が同区一番町1丁目から7丁目・南一番町1丁目から5丁目・三番町1丁目から5丁目・二番町1・3丁目から7丁目に[13]、字二三ノ割の一部が同区二番町1丁目から7丁目・三番町1丁目から5丁目・五番町5丁目から7丁目・四番町1丁目から5丁目に[14]、字四五ノ割の一部が同区二番町1丁目から4丁目・四番町1丁目から7丁目・五番町1丁目から5丁目の一部に[20]、字割出の一部が同区四番町4丁目から7丁目・五番町1丁目・六番町4丁目から7丁目に編入される[21][12][22]。港区熱田新田東組字四五ノ割の一部が同区七番町2丁目から5丁目・東海通3丁目に、字六七ノ割の一部が同区六番町1丁目から7丁目・七番町1丁目から5丁目・東海通3丁目に[15]、字八九ノ割の一部が同区六番町1丁目から7丁目・七番町1丁目から5丁目・八番町1丁目から7丁目・九番町1丁目から5丁目・東海通3丁目および4丁目に[15]、字割出の一部が同区六番町1丁目から7丁目・七番町1丁目から5丁目・東海通3丁目に[17]、字十番割の一部が八番町1丁目から7丁目・九番町1丁目から5丁目・十番町3丁目から7丁目・南十番町2丁目および3丁目・十一番町5丁目から7丁目・東海通4丁目に[19][17]、字十一番割の一部が九番町5丁目・十番町2丁目から7丁目・南十番町1丁目から3丁目・南十一番町1丁目から5丁目・東海通4丁目および5丁目に、字東川縁の一部が十番町2丁目から5丁目・十一番町2丁目から7丁目・南十一番町1丁目および2丁目にそれぞれ編入される[23][19]。南郊耕地整理組合の換地処分による。
  - 10月15日 - 熱田区熱田新田東組字乙一ノ割の一部が同区一番町1丁目から7丁目・二番町1・3丁目から7丁目に[13]、字二三ノ割の一部が同区二番町1丁目から7丁目に[14]、字甲船蔵の一部が同区一番町2丁目に編入される[20]。
- 1941年（昭和16年）1月15日 - 熱田区熱田新田東組字乙一ノ割の一部が同区一番町1丁目から7丁目に編入される[12][13]。
- 1944年（昭和19年）
  - 1月10日 - 港区熱田新田東組の一部が同区東海通に編入される[1]。
  - 2月11日 - 港区熱田新田東組の一部が中川区に編入され、同区熱田新田東組を編成[24]。
- 1957年（昭和32年）4月15日 - 港区熱田新田東組の一部が同区七番町に編入される[1]。
- 1960年（昭和35年）3月20日 - 中川区熱田新田東組字八九ノ割・十番割の一部が同区十番町1丁目に編入される[24]。
- 1971年（昭和46年）2月10日 - 熱田区熱田新田東組字乙一ノ割の一部が同区一番二丁目・南一番町・千年一丁目となり[25]、港区熱田新田東組字根走の一部が同区千年二丁目となる[25]。
- 1973年（昭和48年）10月20日 - 港区熱田新田東組字根走の一部が同区千年二丁目から三丁目・辰巳町に編入される[26][27]。
- 1974年（昭和49年）12月9日 - 港区熱田新田東組字根走の一部が同区津金一丁目から二丁目となる[1][28]。
- 1976年（昭和51年）8月29日 - 熱田区熱田新田東組乙一ノ割の一部が同区一番一丁目から三丁目に[29]、字二三ノ割の一部が同区二番一丁目に[29]、字四五ノ割・割出の一部が四番一丁目にそれぞれ編入される[29]。
- 1982年（昭和57年）11月14日 - 熱田区熱田新田東組字二三ノ割の残部全部が同区二番二丁目・四番二丁目に[30]、字四五ノ割の残部全部が四番二丁目に[30]、字六七ノ割の全部が六番一および三丁目に[30]、字八九ノ割の大部分（鉄道用地を除く全部）が六番一丁目・八番一丁目および二丁目にそれぞれ編入される[30]。これに伴い字二三ノ割・四五ノ割・六七ノ割が消滅。
- 1989年（平成元年）2月27日 - 熱田区熱田新田東組字乙一ノ割・甲船蔵の一部が同区熱田西町・一番一丁目に編入される[31][12]。
- 2013年（平成25年）7月24日 - 港区熱田新田東組字十一番割の一部が同区南十番町5丁目に編入される[WEB 13]。
- 2015年（平成27年）7月22日 - 港区熱田新田東組字十一番割の一部が同区南十番町5丁目に編入される[WEB 14]。

## 施設

### 中川区熱田新田東組
- 昭和橋公園[2]

1977年（昭和52年）11月20日供用開始。

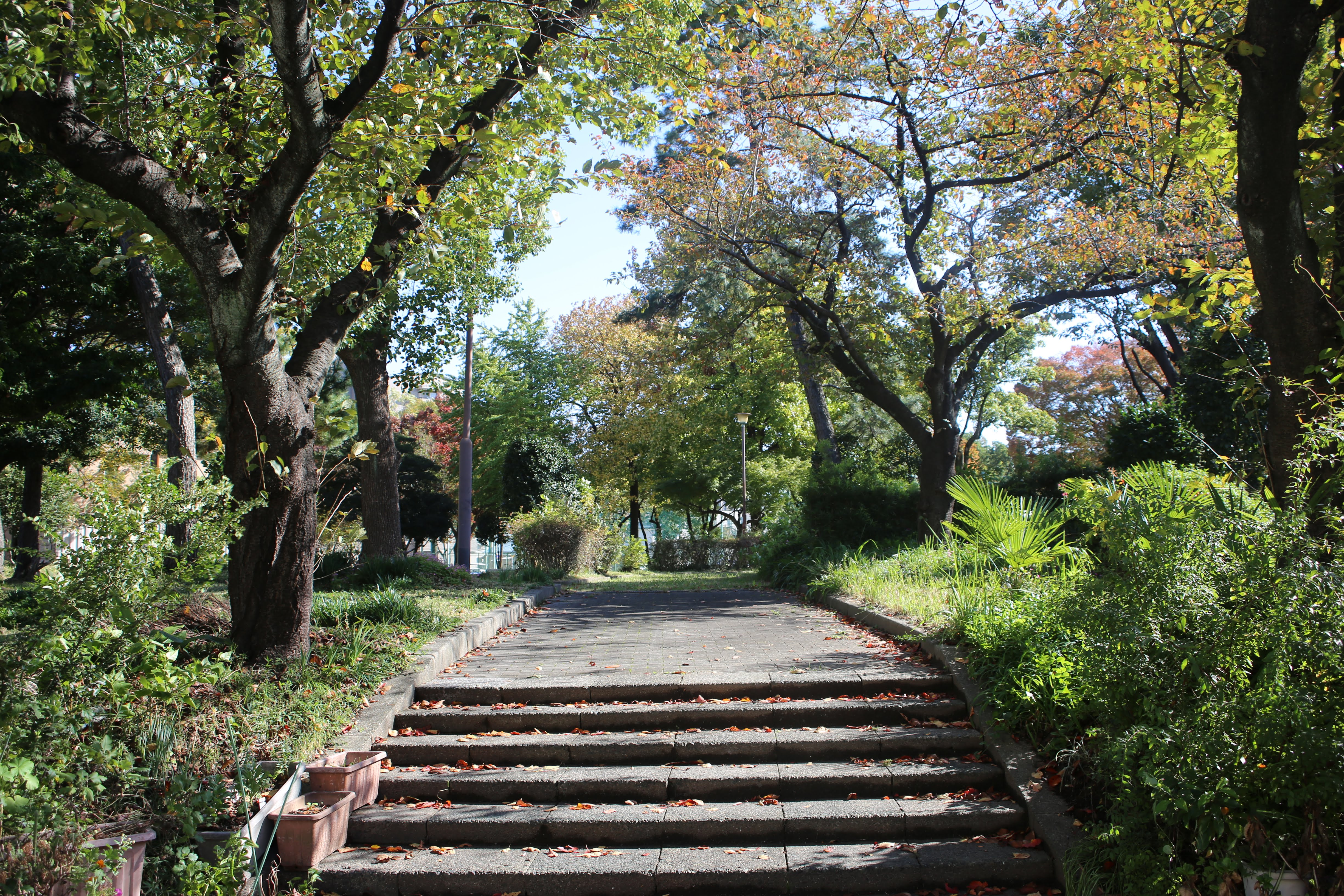
昭和橋公園

## その他

### 日本郵便
- 集配担当する郵便局は以下の通りである[WEB 16]。

| 区     | 町丁         | 郵便番号 | 郵便局     |
| ------ | ------------ | -------- | ---------- |
| 中川区 | 熱田新田東組 | 454-0012 | 中川郵便局 |
| 熱田区 | 熱田新田東組 | 456-0037 | 熱田郵便局 |